# Говеа, Исмаэль
Исмаэль Говеа Солорсано (исп. Ismael Govea Solórzano; род. 20 февраля 1997, Буэнависта, Мичоакан) — мексиканский футболист, защитник клуба «Сантос Лагуна» и сборной Мексики.

## Клубная карьера
Говеа — воспитанник клуба «Атлас». 25 января 2018 года в поединке Кубка Мексики против «Тампико Мадеро» Исмаэль дебютировал за новую команду. 3 марта в матче против «Монаркас Морелия» он дебютировал в мексиканской Примере. 31 августа 2019 года в поединке против столичной «Америки» Исмаэль забил свой первый гол за «Атлас». 

## Международная карьера
В том же году в составе олимпийской борной Мексики Альварес принял участие в Панамериканских играх в Перу. На турнире он сыграл в матчах против команд Аргентины, Панама, Гондураса и Уругвая.
3 октября того же года в товарищеском матче против сборной Тринидада и Тобаго Говеа дебютировал за сборную Мексики.